# Moulin du Ruy
Pour les articles homonymes, voir Ruy.
Moulin-du-Ruy est un village belge situé en province de Liège dans la commune de Stoumont. 
Avant la fusion des communes, le village faisait partie de la commune de La Gleize. 

## Description
Petit village ardennais situé au fond de l'imposante vallée du Roannay, Moulin-du-Ruy (en wallon Molin-do-Ru) se compose principalement de fermettes des XVIIIe et XIXe siècles chaulées avec colombages et ardoises de Vielsalm. Ces habitations blanches et traditionnelles comprennent un corps de logis, une étable, une grange et un auvent. 
Le village figure parmi les douze villages repris dans la brochure Villages de caractère éditée par la Province de Liège.

## Activités
La fête de la pomme se déroule chaque premier week-end d'octobre. À cette occasion, on peut déguster la Moulinoise, une bière à la pomme brassée par la Brasserie de la Lienne et le P'tit Molin, un alcool à base de pommes sauvages et de cannelle.